# Scott (Arkansas)
Pour les articles homonymes, voir Scott.
Scott est une census-designated place des comtés de Lonoke et de Pulaski, dans l’État américain de l'Arkansas.